# Ōza 1984
L'Ōza 1984 è stata la trentaduesima edizione del torneo goistico giapponese Ōza.

## Svolgimento

### Fase preliminare
La fase preliminare serve a determinare chi accede al torneo per la selezione dello sfidante. Consiste in una serie di tornei preliminari iniziali, i cui vincitori si qualificano al torneo per la determinazione dello sfidante.
- W indica vittoria col bianco
- B indica vittoria col nero
- X indica la sconfitta
- +R indica che la partita si è conclusa per abbandono
- +N indica lo scarto dei punti a fine partita
- +F indica la vittoria per forfeit
- +T indica la vittoria per timeout
- +? indica una vittoria con scarto sconosciuto
- V indica una vittoria in cui non si conosce scarto e colore del giocatore

|  | Primo turno       | Primo turno       | Primo turno |  |  | Secondo turno     | Secondo turno     | Secondo turno   |     |                   | Semifinali        | Semifinali        | Semifinali |  |  | Finale | Finale | Finale |
|  |                   |                   |             |  |  |                   |                   |                 |     |                   |                   |                   |            |  |  |        |        |        |
|  | Rin Kaiho         | Rin Kaiho         | B+R         |  |  |                   |                   |                 |     |                   |                   |                   |            |  |  |        |        |        |
|  | Yuichi Sonoda     | Yuichi Sonoda     |             |  |  | Rin Kaiho         | Rin Kaiho         |                 |     |                   |                   |                   |            |  |  |        |        |        |
|  | Hiroshi Yamashiro | Hiroshi Yamashiro | B+R         |  |  | Hiroshi Yamashiro | Hiroshi Yamashiro | W+R             |     |                   |                   |                   |            |  |  |        |        |        |
|  | Hidehito Nakamura | Hidehito Nakamura |             |  |  |                   |                   |                 |     | Hiroshi Yamashiro | Hiroshi Yamashiro | B+R               |            |  |  |        |        |        |
|  | Ryuzo Sakaguchi   | Ryuzo Sakaguchi   | B+0,5       |  |  |                   | Ryuzo Sakaguchi   | Ryuzo Sakaguchi |     |                   |                   |                   |            |  |  |        |        |        |
|  | Satoshi Kataoka   | Satoshi Kataoka   |             |  |  | Ryuzo Sakaguchi   | Ryuzo Sakaguchi   | B+R             |     |                   |                   |                   |            |  |  |        |        |        |
|  | Kunio Ishii       | Kunio Ishii       | W+R         |  |  | Kunio Ishii       | Kunio Ishii       |                 |     |                   |                   |                   |            |  |  |        |        |        |
|  | Hideo Otake       | Hideo Otake       |             |  |  |                   |                   |                 |     |                   | Hiroshi Yamashiro | Hiroshi Yamashiro | B+6,5      |  |  |        |        |        |
|  | Yoshio Ishida     | Yoshio Ishida     | W+1,5       |  |  |                   | Cho Chikun        | Cho Chikun      |     |                   |                   |                   |            |  |  |        |        |        |
|  | Ō Rissei          | Ō Rissei          |             |  |  | Yoshio Ishida     | Yoshio Ishida     |                 |     |                   |                   |                   |            |  |  |        |        |        |
|  | Masaki Takemiya   | Masaki Takemiya   | B+R         |  |  | Masaki Takemiya   | Masaki Takemiya   | W+R             |     |                   |                   |                   |            |  |  |        |        |        |
|  | Hideyuki Fujisawa | Hideyuki Fujisawa |             |  |  |                   |                   |                 |     | Masaki Takemiya   | Masaki Takemiya   |                   |            |  |  |        |        |        |
|  | Hirotaka Sanno    | Hirotaka Sanno    | B+5,5       |  |  |                   | Cho Chikun        | Cho Chikun      | W+R |                   |                   |                   |            |  |  |        |        |        |
|  | Takeo Kajiwara    | Takeo Kajiwara    |             |  |  | Hirotaka Sanno    | Hirotaka Sanno    |                 |     |                   |                   |                   |            |  |  |        |        |        |
|  | Shuzo Ohira       | Shuzo Ohira       |             |  |  | Cho Chikun        | Cho Chikun        | W+4,5           |     |                   |                   |                   |            |  |  |        |        |        |
|  | Cho Chikun        | Cho Chikun        | B+R         |  |  |                   |                   |                 |     |                   |                   |                   |            |  |  |        |        |        |

### Finale
La finale è una sfida al meglio delle cinque partite.